# Ústí nad Labem sever
Ústí nad Labem sever – rejon stacji kolejowej Ústí nad Labem hlavní nádraží w Uściu nad Łabą, w kraju usteckim, w Czechach. Znajduje się na wysokości 145 m n.p.m.
Jest zarządzany przez Správę železnic. Na stacji nie ma możliwości zakupu biletów, a obsługa podróżnych odbywa się w pociągu.

## Linie kolejowe
- 090 Praha – Ústí nad Labem – Děčín